# Серонкија (Мачерата)
Серонкија је насеље у Италији у округу Мачерата, региону Марке.
Према процени из 2011. у насељу је живело 59 становника. Насеље се налази на надморској висини од 399 м.